# Cristoforo Colombo (Schiff, 1928)
Die Cristoforo Colombo war ein 1928 in Castellammare di Stabia vom Stapel gelaufenes Segelschulschiff der italienischen Regia Marina. Das nach dem genuesischen Seefahrer Christoph Kolumbus benannte Schiff wurde im Jahr 1949 als Kriegsentschädigung an die Marine der Sowjetunion abgegeben, die sie bis 1963 unter dem Namen Dunay nutzte. Die Cristoforo Colombo war das Schwesterschiff des weiterhin im Dienst der italienischen Marina Militare stehenden Segelschulschiffs Amerigo Vespucci.

## Geschichte
Die italienische Marine gab 1925 den Bau von zwei Schulschiffen in Auftrag, die die beiden bisherigen Schulschiffe Flavio Gioia und Amerigo Vespucci ablösen sollten. Entworfen wurden die beiden neuen Schulschiffe von dem Marineingenieur Francesco Rotundi, der sich vom Design der früheren 74-Kanonen-Schiffe inspirieren ließ. Das erste der beiden Schiffe, die Cristoforo Colombo, lief 1928 vom Stapel, die leicht modifizierte Amerigo Vespucci folgte drei Jahre später.
Die Cristoforo Colombo diente wie ihr Schwesterschiff der Ausbildung von Kadetten der Accademia Navale. Bis zum Zweiten Weltkrieg unternahm sie etliche Ausbildungsfahrten im Mittelmeer, im Atlantik sowie in Nord- und Ostsee. Während des Krieges hielten sich die beiden Schiffe vorwiegend in der Adria auf. Zum Zeitpunkt des Waffenstillstands von Cassibile fuhren sie von Venedig nach Brindisi, wo sie ab September 1943 unter alliierter Kontrolle verblieben.
Auf der Pariser Friedenskonferenz wurde die Cristoforo Colombo der Sowjetunion als Reparationsleistung zugesprochen und 1949 unter sehr strengen Sicherheitsmaßnahmen übergeben. Innerhalb der italienischen Marine gab es scharfe Proteste gegen die Auslieferung des Schiffs; es wurden Sabotageakte befürchtet. Das Schiff verließ am 19. Februar 1949 unter der provisorischen Bezeichnung Z18 mit ziviler Besatzung und Flagge den sizilianischen Hafen Augusta und erreichte am 2. März Odessa. 
Als sowjetische Dunay („Donau“) wurde das nunmehr grau gestrichene Schulschiff Teil der 78. Ausbildungsbrigade und unternahm in den folgenden zehn Jahren Ausbildungsfahrten im Schwarzen Meer. Schließlich wurde sie entmastet und als Holztransporter eingesetzt. Nach einem Brand im Jahr 1963 hielt man eine Reparatur für unrentabel. Das Schiff verkam als Kohlenhulk und wurde 1971 abgewrackt.

## Sonstiges
Als Ersatz für die Cristoforo Colombo erwarb die italienische Marine 1951 die französische Schonerbark Jean Marc Aline, benannte sie in Palinuro um und setzte sie wiederum als Segelschulschiff ein, im Gegensatz zur verbliebenen Amerigo Vespucci jedoch zur Ausbildung von angehenden Unteroffizieren.